# Fjuksören
Fjuksören is een voormalig Zweeds zelfstandig eiland behorend tot de Pite-archipel. Het vormt inmiddels het oosten van Fårön. De naam van het voormalige eiland is nog terug te vinden in Fjuksörrevet. Het ligt op een kanoroute in de archipel.